# 陶卫光
陶卫光，中华人民共和国政治人物、外交官。2011年，接替耿文兵担任中华人民共和国驻贝宁大使。